# Juan Luque de Serrallonga
José Juan Luque de Serrallonga (Gerona, España; 31 de mayo de 1882 – México, D. F., 18 de julio de 1967), fue un jugador y entrenador de fútbol español, nacionalizado mexicano.

## Biografía
La mayor parte de su carrera de como futbolista la desarrollo en el Cádiz CF, entonces conocido como Español de Cádiz, donde era conocido como Juanito Luque, debido a su relativa falta de altura.
También formó parte del Sevilla FC entre 1915 y 1916.
En julio de 1928, Luque de Serrallonga, emigra de España a México. Se convirtió en entrenador del equipo nacional de México en enero de 1930, y dirigió el equipo de en la Copa Mundial de la FIFA 1930. Más tarde, fue el entrenador del Tiburones Rojos de Veracruz, donde ganó el campeonato nacional en la temporada 1949-50.
Murió en 1967 en la Ciudad de México.